# 21678 Lindner
21678 Lindner è un asteroide della fascia principale. Scoperto nel 1999, presenta un'orbita caratterizzata da un semiasse maggiore pari a 2,5465278 UA e da un'eccentricità di 0,1511335, inclinata di 7,60741° rispetto all'eclittica.